# Línea de alta velocidad Rin-Ródano
La línea de alta velocidad Rin-Ródano (LGV Rhin-Rhône en francés) es una parte de la red francesa de ferrocarriles de alta velocidad parcialmente inaugurada en septiembre de 2011 y utilizada por servicios ferroviarios de alta velocidad desde su habilitación comercial en diciembre de 2011.
La línea tiene una forma de "Y" cuyo centro se encuentra en cercanías de Villers-les-Pots (al este de Dijon), y cada una de las ramas lleva respectivamente a Lyon, la línea de alta velocidad París-Lyon (cerca de Montbard) y Mulhouse.

## Trazado
La LGV puede dividirse en tres ramas teniendo en cuenta su forma de "Y".
- La rama este discurre de oeste a este desde Villers-les-Pots (al este de Dijon) hasta Mulhouse (en cercanías de la triple frontera francesa-alemana-suiza)[1] y tiene una longitud total de 190 km. La primera fase fue inaugurada el 8 de septiembre de 2011 y habilitada al comercial el 11 de diciembre de 2011.[2] La construcción de la primera fase duró 5 años (entre 2006 y 2011) y su longitud es de 140 km.
- La rama oeste discurrirá (según el proyecto preliminar) de sudeste a noroeste desde Villers-les-Pots hasta Turcey y posiblemente se extienda desde allí hasta concectar con la LGV Sud-Est en cercanías de Montbard. Esta rama incluye un tramo que atraviesa la ciudad de Dijon de manera subterránea.[3]
- La rama sur discurrirá de norte a sur y aunque no tiene aún aprobado su trazado definitivo posiblemente se extienda desde Villers-les-Pots hasta Lyon a través de Bourg-en-Bresse conectándose con la LGV Rhône-Alpes.[4]

## Beneficios
La rama este de la LGV Rhin-Rhône ayudará a vincular más profundamente a Francia con Europa que progresivamente se está expandiendo hacia el este.
Una línea en el corazón de Europa
El proyecto ha recibido el apoyo financiero de Suiza y ha sido reconocido por la Unión Europea como "vínculo prioritario" en lo referente a transportes europeos.
La rama este de la LGV facilitará los enlaces ferroviarios en dos ejes:
- Norte-sur: desde Alemania (Fráncfort), la Suiza germánica (Basilea, Zúrich) y el este de Francia hacia la región Ródano-Alpes, el Mediodía francés (Provenza, Languedoc-Rosellón, Mediodía-Pirineos, Provenza-Alpes-Costa Azul) y España (Barcelona).
- Este-oeste: desde la Suiza germánica y Mulhouse con París y Lille, permitiendo además conexiones con Londres y Bruselas.